# Odyn v kanoe
Odyn v kanoe (ukrajinsky Оди́н в кано́е, česky „sám v kánoi“) je ukrajinská indie rocková hudební skupina, založená v roce 2010 ve Lvově. Skupina hraje od roku 2016 ve složení Iryna Švajdak (zpěv), Ustym Pochmurskyj (kytara) a Ihor Dzikovskyj (bicí). V roce 2012 zvítězili v ruské soutěži Metro on Stage a odehráli koncert v Moskvě spolu s výherci z jiných zemí. Po anexi Krymu a zahájení války na východě země odmítli nadále v Rusku vystupovat. Své první studiové album, eponymní Odyn v kanoe, vydali v roce 2016 a obsahuje 25 skladeb na dvou discích. Při této příležitosti vyrazili na turné po Ukrajině. V prosinci 2019 vystoupili v Praze. Jejich druhé album s 12 písněmi, včetně singlů Ikony (2018) a U mene nemaje domu (2019), se jmenuje stejně a vyšlo v červnu 2021. V září téhož roku vyšel jejich singl Misto vesny nahraný společně s další lvovskou rockovou skupinou Okean Elzy. Na březen 2022 měli naplánované turné po Severní Americe, které bylo ale kvůli ruské invazi na Ukrajinu odloženo na neurčito. V květnu téhož roku vyrazili na turné po několika evropských zemích s cílem vybrat milion dolarů pro ukrajinské ozbrojené síly, v Česku vystoupili 26. května.

## Diskografie
Studiová alba:
- 2016 — Один в каное
- 2021 — Один в каное

Singly:
- 2018 — Ікони (Ikony)
- 2019 — У мене немає дому (U mene nemaje domu, první videoklip skupiny)
- 2021 — Місто весни (Misto vesny, s Okean Elzy)